# 日本経済大学
日本経済大学（にほんけいざいだいがく、英語: Japan University of Economics）は、福岡県太宰府市五条3-11-25に本部を置く日本の私立大学。1968年創立、1968年大学設置。大学の略称は日経大（にっけいだい）。

## 概要
1966年設立の学校法人高宮育英学園（1969年に法人名を学校法人都築育英学園に変更）が1968年に経済学部経済学科単科の第一経済大学を開学。2007年（平成19年）に福岡経済大学へ改称し、2010年（平成22年）に渋谷キャンパスと三宮キャンパスの開設に伴い現校名に改称した。2018年に開学50周年を迎えた。

### 福岡キャンパス
大学の本部所在地で、経済学部経済学科、商学科、経営法学科、経営学部経営学科を置く。1968年に第一経済大学開学時は、経済学部経済学科のみ単科大学だった。後年兵庫県神戸市と東京都渋谷区にキャンパスを開設し、福岡キャンパスとなった。福岡県太宰府市と筑紫野市内で、福岡こども短期大学、リンデンホールスクール小学部、リンデンホールスクール中高学部などとキャンパスを併設する。

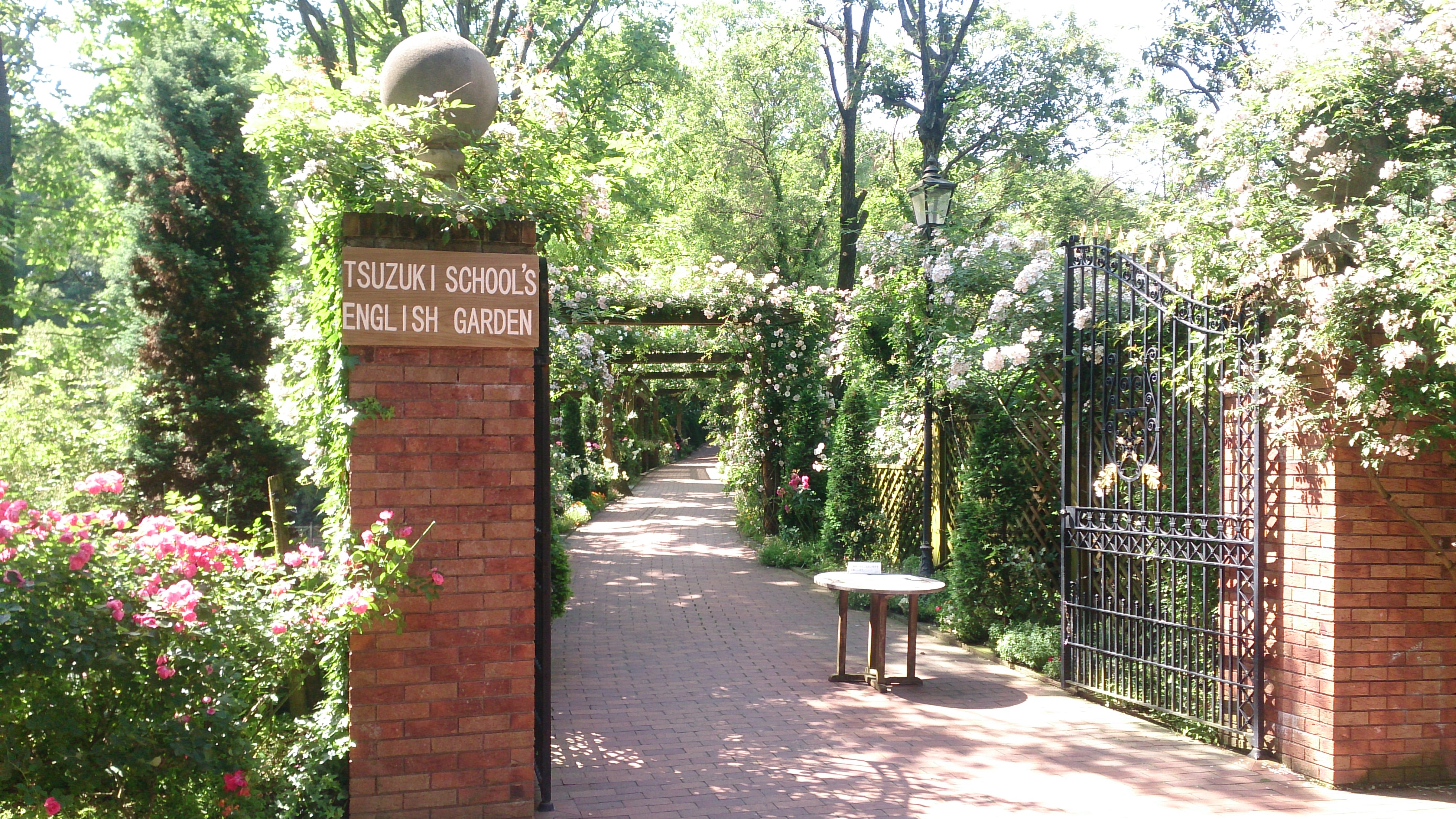
英国庭園エントランス

キャンパス内の約27,000坪にバラ10万本で英国庭園を配し、毎年5月に観光客が訪れる。
2018年11月28日に開学50周年記念シアター「日本経済大学×博多座『未来に輝くチカラ』〜THIS IS ME〜」を博多座で公演し、G2が総合演出を務め、本学生らが出演した。

### 神戸・三宮キャンパス
経済学部商学科を開設。2021年時における総学生数は532名(外国人留学生数501名）。

### 東京・渋谷キャンパス
2010年に経営学部経営学科と大学院経営学研究科を開設した。初年度950人の新入生のうち約9割が中華人民共和国の留学生、ベトナム、ネパール、バングラデシュなどを合わせた計17か国の留学生の割合は99パーセントで、日本人学生は12人であった。
2016年度は、全学生の8割相当1300名が留学生で、中国人留学生を抜いてベトナムからの留学生が最多となった。これは日本の大学に在籍する留学生の国別比率における近年の変化と呼応する。2022年の事業報告書によると直近の入学者日本人の学生が多い。
系列校である日本薬科大学附属病院「東京マリアクリニック」設立予定地であった建物を利用している。
2018年10月5日、開学50周年記念フォーラムとして東京・渋谷のウ・タント国際会議場にて、シンポジウム「生き残る組織 新しい日本に必要なリーダーと経営」を開催。
2024年4月1日 Google出身者を学科長に迎え新学科デジタルビジネス・マネジメント学科開設。また、デジタルビジネス・マネジメント学科が利用する新校舎、STATIO日本経済大学もShibuya Sakura Stageにオープン。

## 沿革
- 1966年 学校法人高宮育英学園設立
- 1968年 第一経済大学（だいいちけいざいだいがく）として開学。経済学部経済学科（入学定員100名）を設置
- 1969年 学校法人高宮育英学園を学校法人都築育英学園に法人名称を変更
- 1975年 経済学部に経営学科（入学定員100名）を増設
- 1976年
  - 経済学部に貿易学科（入学定員100名）を増設
  - 経済学部経済学科の入学定員を増員（100名を200名に変更）
  - 経済学部経営学科の入学定員を増員（100名を200名に変更）
- 1991年 当時の入学定員（500名）の約12倍にあたる5,954人を入学させた[10][11]
- 1997年 第一経済大学アジアパシフィック経済研究所を開設。第一経済大学マルチメディアセンターを開設
- 2005年 経済学部の貿易学科を商学科に名称変更
- 2007年
  - 福岡経済大学（ふくおかけいざいだいがく）に改称
  - 経営法学科を増設
  - 経済学部の入学定員を増員（500名から800名に変更）
- 2009年 経済学部の入学定員を増員（800名から1200名に変更）
- 2010年
  - 日本経済大学（にほんけいざいだいがく）に改称
  - 東京都渋谷区に東京・渋谷キャンパスを開設
  - 兵庫県神戸市に神戸・三宮キャンパスを開設
- 2011年 入学定員を1200名から1600名に変更
- 2012年
  - 経済学部に健康スポーツ経営学科を増設
  - 大学院経営学研究科経営学専攻修士課程を開設
- 2014年
  - 経済学部経営学科を経営学部経営学科に改組
  - 大学院経営学研究科経営学専攻に博士後期課程を開設（修士課程を博士前期課程と改称）
- 2018年 経営学部にグローバルビジネス学科を増設（福岡キャンパス）
- 2019年 経営学部に芸創プロデュース学科を増設。経営学部のグローバルビジネス学科を東京・渋谷キャンパスにも増設
- 2020年 経済学部の経営法学科を学生募集停止
- 2024年
  - 東京・渋谷キャンパスに新校舎STATIO日本経済大学オープン
  - 東京・渋谷キャンパスにデジタルビジネス・マネジメント学科開設

## 大学データ

### 所在地
- 福岡キャンパス（福岡県太宰府市五条3-11-25） 北緯33度30分22.2秒 東経130度31分35.7秒
- 神戸・三宮キャンパス（兵庫県神戸市中央区琴ノ緒町4-4-7） 北緯34度41分47.6秒 東経135度11分43秒
- 東京・渋谷キャンパス（東京都渋谷区桜丘町24-5） 北緯35度39分22.8秒 東経139度42分1.7秒

### 運営母体
学校法人都築育英学園

### 学長
都築明寿香

### 学部・学科
- 経済学部
  - 経済学科
  - 商学科
  - 健康スポーツ経営学科
- 経営学部
  - 経営学科
  - グローバルビジネス学科
  - 芸創プロデュース学科
  - デジタルビジネス・マネジメント学科（2024年開設）

### 大学院
- 経営学研究科
  - 経営学専攻（博士前期課程・博士後期課程）

## スポーツ
- バスケットボール部は男女ともに九州を代表する強豪でありインカレの常連である。
  - 男子バスケットボール部は2025年の第3回全日本大学バスケットボール新人戦で初優勝。長年関東一強の状態が続いている日本の大学男子バスケ界において史上初となる関東以外の地方の大学による全国大会優勝という歴史的快挙を成し遂げた。
- 女子ラグビー部AMATERUS - 2020年創部ながら、2025年にはラグビー女子日本代表選手を2名輩出した。

## 施設

### 福岡キャンパス
- 本館 (KOROKAN)
- 国際交流センター
- 図書館棟（学生課、図書館・情報センター）
- 記念厚生会館（レストラン、カフェテリア、中講義室、大講演講義室など）
- 保存資料館（自習室、会議室など）
- マルチメディアセンター
- イングリッシュガーデン（日英学術文化交流締結記念庭園）
- 都築貞枝記念体育館
- 学生寮「オクスフォードハウス」（筑紫野市二日市北）、「ケンブリッジハウス」（同市俗明院）
- 大宰府総合グラウンド
- アジアパシフィック経済研究所

### 東京・渋谷キャンパス
- 国際交流センター館
- 図書館 (ASIAN LIBRARY)・情報センター
- キャリアサポートセンター館
- Hatchery（インキュベーションセンター）
- 246ホール
- STATIO日本経済大学

## 交通

### 福岡キャンパス
- 西鉄二日市駅（東口）より徒歩約13分。
- JR二日市駅より徒歩約25分。またはスクールバス。
- 西鉄バス西鉄二日市駅東口停留所から行先番号無しの太宰府高校入口行き・西鉄五条駅行きに乗車、「日本経済大学前」停留所から徒歩2分。
- 西鉄バス博多バスターミナル停留所2階24番のりばから行先番号400番の甘木営業所・針摺北口行きに乗車、「君畑」停留所から徒歩2分。

### 神戸・三宮キャンパス
- 三ノ宮駅東口徒歩3分。

### 東京・渋谷キャンパス
- 渋谷駅徒歩3分。

## 系列校
- 第一薬科大学
- 第一工科大学
- 日本薬科大学
- 横浜薬科大学
- 神戸医療未来大学
- 福岡こども短期大学
- 第一幼児教育短期大学
- 第一薬科大学付属高等学校
- 福岡第一高等学校
- 鹿児島第一高等学校
- 鹿児島第一中学校
- リンデンホールスクール小学部
- リンデンホールスクール中高学部

## 提携校
アメリカ
- サクレッド・ハート大学
- ハワイ大学

フランス
- モダール・インターナショナル学院
- フランス経済戦争大学

イギリス
- オックスフォード大学 セントアンズカレッジ

ポーランド
- コズミンスキー大学

ポルトガル
- セトゥーバル・ビジネススクール

インド
- カリンガ産業技術大学
- SCMS教育グループ

大韓民国
- 東西大学
- 培花女子大学
- 東亜放送芸術大学
- 崇実大学

ブラジル
- パラナ・カトリカ大学

エルサルバドル
- ホセ・シメオン・カーニャス中米大学
  - 同大学図書館内にTsuzuki Libraryを寄贈（2020年）

- ホセ・マティアス・デルガド大学
- エルサルバドル・テクノロジー大学

ペルー
- 国立サン・マルコス大学

タイ
- ラジャマンガラ工科大学 クルンテップ

ベトナム
- ホンバン国際大学
- ドンア大学

ミャンマー
- ヤンゴン工科大学

バングラデシュ
- ダフォディル国際大大学

台湾
- 南台科技大学（Southern Taiwan University of Science and Technology）
- 弘光科技大学

中国
- 大連大学
- 中国人民大学商学院
- 大連科学技術学院
- 無錫立信日語進修学院